# 86 d'Aquari
86 d'Aquari (86 Aquarii) és una estrella de la constel·lació d'Aquari. És de la magnitud +4,48. Està aproximadament a 116 anys llum de la Terra. Es tracta d'una estrella gegant groga; posseeix una magnitud absoluta de 0,66 i la seva velocitat radial positiva indica que l'estrella s'allunya del sistema solar. 86 d'Aquari és un sistema múltiple format per 3 components. La component principal A és una estrella de magnitud 4,47. La component B és de magnitud 14,8, separada per 2,9 segons d'arc de A i amb un angle de posició de 083 graus. La component C és de magnitud 6,8, separada per 0,2 segons d'arc de A i amb un angle de separació de 119 graus.

## Observació
Es tracta d'una estrella situada a l'hemisferi celeste austral, molt a prop de l'equador celeste; el que comporta que pugui ser observada des de totes les regions habitades de la Terra, exceptuant el cercle polar àrtic. A l'hemisferi sud sembla circumpolar només en les àrees més internes de l'antàrtida, sent de magnitud 4,5 és visible a ull nu en condicions adequades de foscor. El millor període per a la seva observació és entre els mesos d'agost i desembre. El període de visibilitat és pràcticament el mateix en els dos hemisferis degut a la seva posició propera a l'equador celeste.